# 青20號

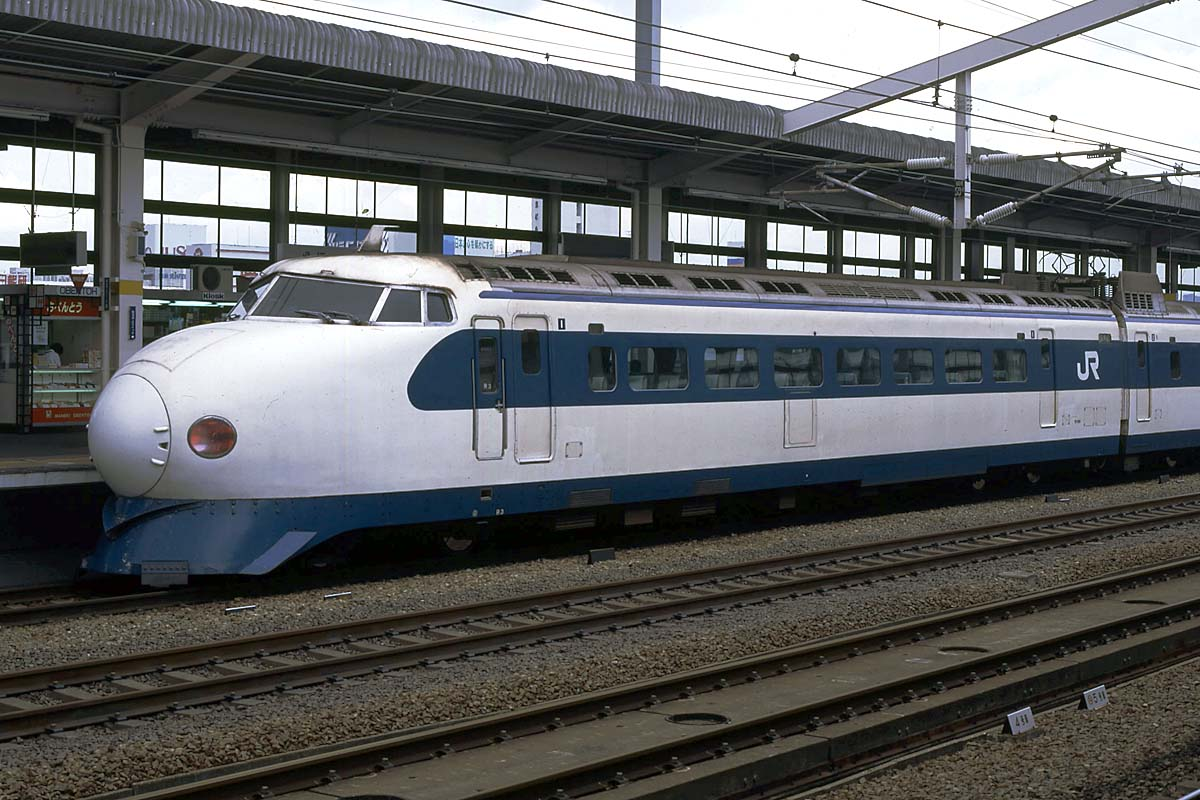
首次采用青20號的新干线 0 系列车

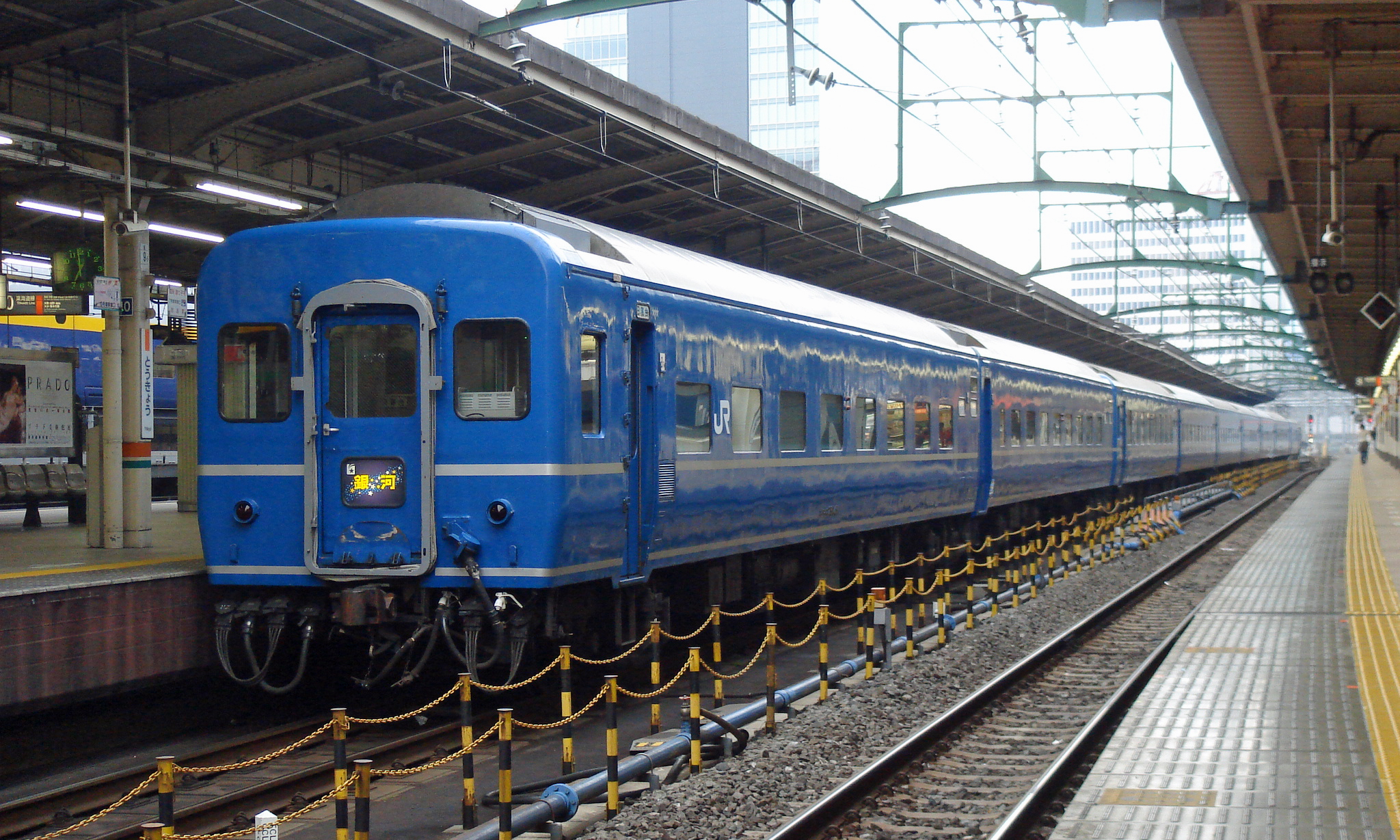
以青20號为底色的24系客車

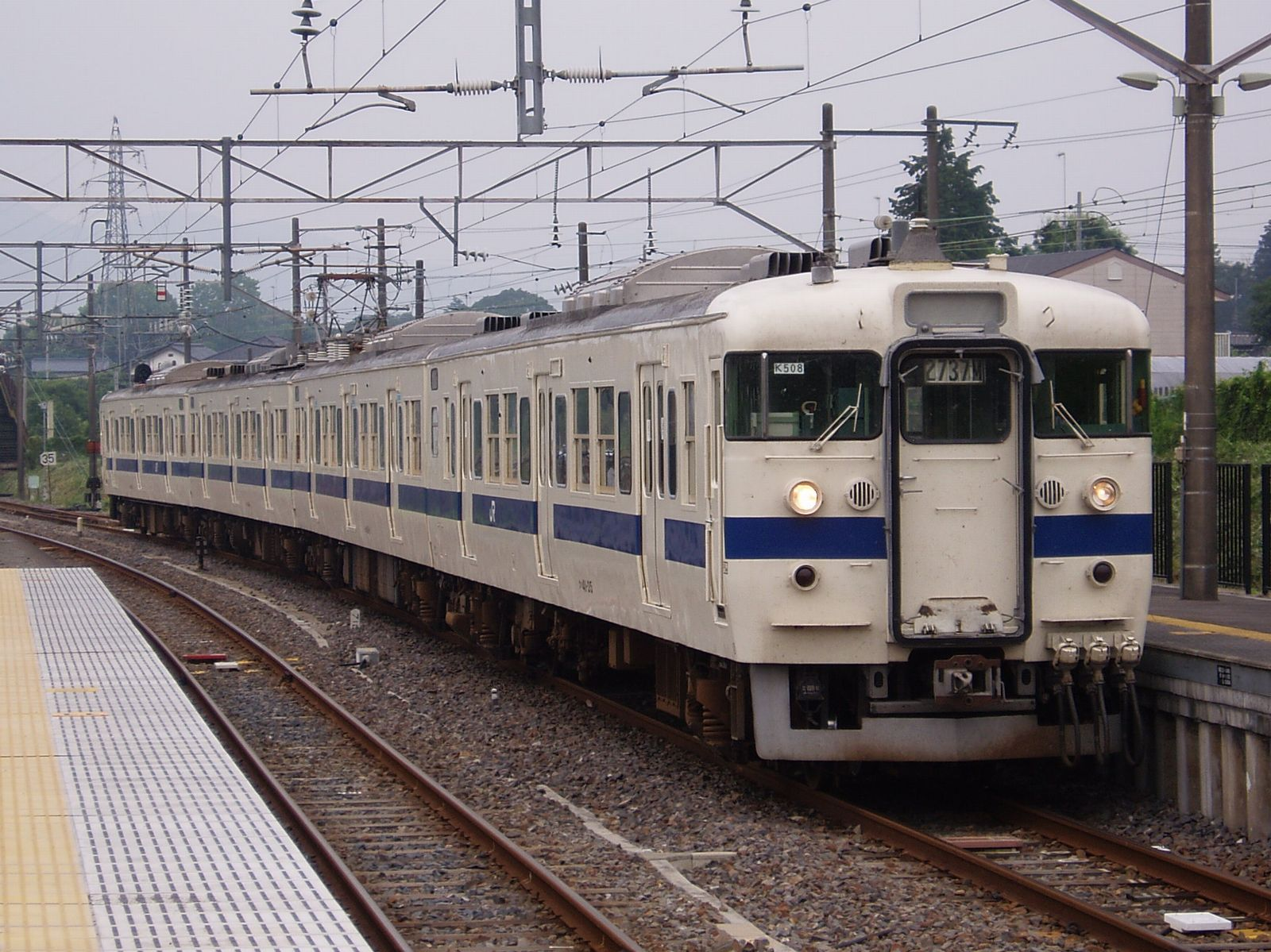
以青20號为帶色的常磐线415系列车

青20號是日本國鐵制定的颜色名称之一。

## 概要
它是比当时标准使用的青15號更亮的蓝色，國鐵內部的惯用颜色名称是「亮蓝色／Bright Blue」。孟塞尔值为“4.5PB 2.5/7.8”。

## 使用車輛

### 新幹線
- 0系
- 100系
- 300系
- 700 系- 7000 系列“Rail Star”除外。
- N700 系- 不包括山陽和九州新干线列车。
- N700S 系- 不包括西九州新干线车辆。